# Фредрік Брустад
Фредрік Брустад (норв. Fredrik Brustad, нар. 22 червня 1989, Осло, Норвегія) — норвезький футболіст, форвард клубу «Мйондален».

## Клубна кар'єра
Фредрік Брустад народився в Осло але футбольне стажування проходив у США, де він навчався в Університеті Стетсона і в цей час грав за університетську футбольну команду. Після цього він ще рік грав в молодіжній команді МЛС «Орландо Сіті», а в 2011 році повернувся до Норвегії, де приєднався до столичного клубу «Стабек» з яким пограв у Тіппелізі і у Другому дивізіоні.
На початку 2015 року норвезького нападника запросив до себе шведський АІК. І вже в квітні Брустад дебютував у матчах Аллсвенскан.
У 2016 році Брустад знову повернувся до Норвегії, де став гравцем «Молде». Хоча останній рік контрактз клубом Брустад провів в оренді у Шотландії у клубі «Гамільтон Академікал».
У січні 2019 року відбулося чергове повернення Брустада до чемпіонату Норвегії, де він підписав трирічний контракт з клубом «Мйондален».

## Збірна
У серпні 2014 року у товариському матчі проти команди ОАЕ Фредрік Брустад вперше вийшов на поле у формі національної збірної Норвегії.